# Loughborough (stacja kolejowa)
Loughborough (ang: Loughborough railway station) – stacja kolejowa w Loughborough, w hrabstwie Leicestershire, w Anglii, w Wielkiej Brytanii. Położona jesta na Midland Main Line, 20 km na północ od Leicester. Dworzec leży na północny wschód od centrum miasta.
Przewoźnikiem zarządzającym stacją i zarazem jedyną obsługującą ją firmą jest East Midlands Trains. 

## Historia
Oryginalna stacja (otwarta w 1840 roku przez Midland Counties Railway, które zostało wkrótce włączone do North Midland Railway i Birmingham and Derby Junction Railway w celu utworzenia Midland Railway) była zlokalizowana nieco dalej na południe.
Obecny dworzec został wybudowany w 1872 roku. Stacja jest wpisana do rejestru zabytków.
Na przełomie 2008/09 z usług stacji skorzystało 1,599 mln pasażerów.